# فرت میل (کارولینای جنوبی)
فرت میل(به انگلیسی: Fort Mill) شهری در ایالت کارولینای جنوبی کشور ایالات متحده آمریکا است که جمعیت آن در سرشماری سال ۲۰۱۰ میلادی، ۱۰٬۸۱۱ نفر بوده‌است.